# 陳淑嫻
陳淑嫻（Chan Shuk Han，1972年6月4日—），香港女子保齡球運動員。
- 陳淑嫺也可以指香港大埔區恩主教書院副校長

## 簡歷
2014年9月，陳淑嫻代表中國香港參加南韓仁川舉行的亞運會保齡球比賽。
2017年11月，陳淑嫻出戰美國拉斯維加斯舉行的世界保齡球錦標賽，她在女子個人賽打進四強，最終以207:213不敵日本球手，在不設季軍戰下奪得一面世錦賽銅牌，追平車菊紅在22年前創下的紀錄。